# خطوط فيرجن أستراليا الجوية
خطوط فيرجن أستراليا الجوية هي شركة طيران أسترالية. وهي واحدة من أكبر شركات فيرجن من حيث حجم الأسطول. بدأت خدماتها في 31 أغسطس 2000 تحت اسم فيرجن بلو بطائرتين على مسار واحد. وأصبحت الشركة شركة الطيران الرئيسية في السوق المحلية الأسترالية بعد انهيار أنسيت أستراليا في سبتمبر 2001. ومنذ ذلك الحين نمت الشركة لتخدم بشكل مباشر 32 مدينة في أستراليا، من مراكز في بريسبان وملبورن وسيدني.

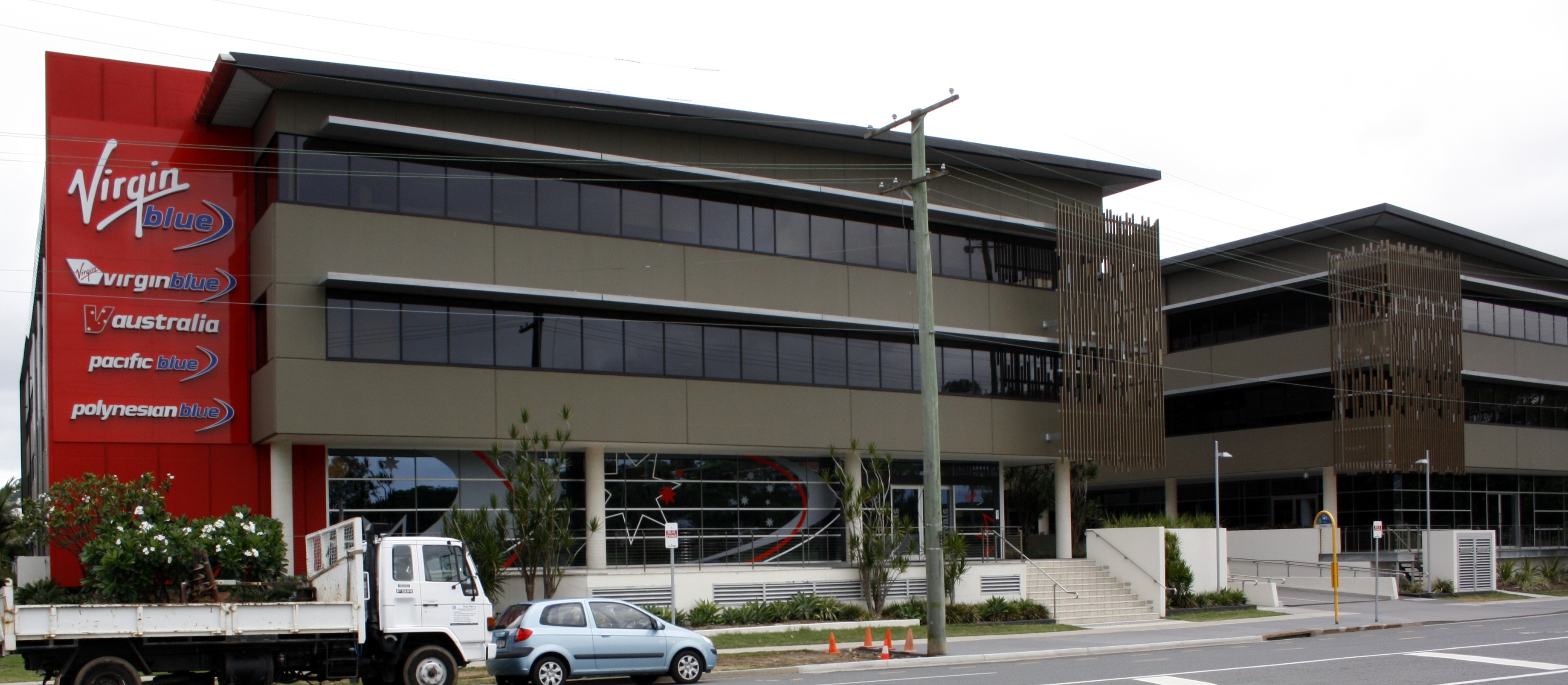
المقر الرئيسي للشركة في مدينة بريزبن

يقع المقر الرئيسي في مدينة بريزبن في ولاية كوينزلاند، و يعمل فيه قرابة الـ 1000 موظف. مساحة المبنى تبلغ 13,220 متر مربع.

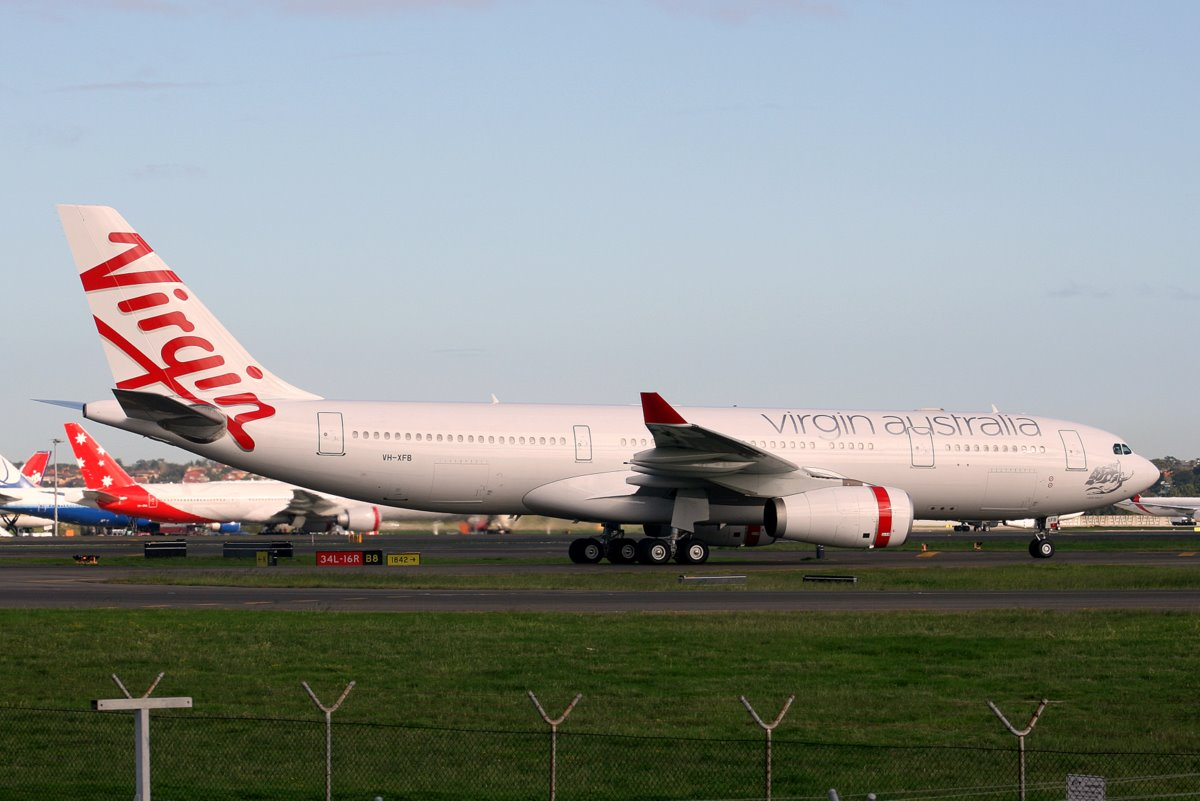
الشعار الجديد لشركة فيرجن أستراليا

## اتفاقيات الرمز المشترك
اعتبارًا من ديسمبر 2021، لدى فيرجن أستراليا اتفاقية الرمز المشترك مع الشركات التالية:
- طيران كندا
- خطوط كل اليابان الجوية[4]
- خطوط العاصمة بكين الجوية
- الاتحاد للطيران
- خطوط هاينان الجوية[5]
- خطوط هاواي الجوية
- خطوط هونغ كونغ الجوية[6]
- الخطوط الجوية القطرية
- الخطوط الجوية السنغافورية
- خطوط جنوب أفريقيا الجوية
- خطوط تيانجين الجوية
- الخطوط الجوية المتحدة[7]
- خطوط فيرجن أتلانتيك الجوية

## الأسطول

### الأسطول الحالي
اعتبارًا من مايو 2022، يتكون أسطول خطوط فيرجن أستراليا الجوية - باستثناء خطوط فيرجن أستراليا الإقليمية - من الطائرات التالية:
| طائرة                  | في الخدمة | مطلوبة | الركاب       | الركاب   | الركاب  | ملاحظات                         |
| طائرة                  | في الخدمة | مطلوبة | رجال الأعمال | السياحية | المجموع | ملاحظات                         |
| ---------------------- | --------- | ------ | ------------ | -------- | ------- | ------------------------------- |
| بوينغ 737 الجيل القادم | 5         | —      | 8            | 120      | 128     |                                 |
| بوينغ 737 الجيل القادم | 5         | 4      | —            | 138      | 138     |                                 |
| بوينغ 737 الجيل القادم | 75        | —      | 8            | 162      | 170     | [ 11 ] [ 12 ]                   |
| بوينغ 737 الجيل القادم | 75        | —      | 8            | 168      | 176     |                                 |
| بوينغ 737 ماكس         | —         | 8      | 8            | 162      | 170     | التسليم في 2023.                |
| بوينغ 737 ماكس         | —         | 25     | 8            | 196      | 204     | التسليم في موعد لا يتجاوز 2024. |
| المجموع                | 80        | 37     |              |          |         |                                 |

### الأسطول التاريخي
قامت خطوط فيرجن أستراليا بتشغيل الطائرات التالية:
| الطائرة          | المجموع | أدخلت | سحبت | ملاحظات                               |
| ---------------- | ------- | ----- | ---- | ------------------------------------- |
| إيرباص إيه 330   | 6       | 2011  | 2020 | نقلت طائراتين منهما إلى أزول البرازيل |
| إيه تي آر 72     | 6       | 2015  | 2020 |                                       |
| إيه تي آر 72     | 8       | 2015  | 2020 |                                       |
| بوينغ 737 كلاسيك | 1       | 2001  | 2004 |                                       |
| بوينغ 737 كلاسيك | 6       | 2000  | 2003 |                                       |
| بوينغ 777        | 5       | 2011  | 2020 |                                       |
| إمبراير اي-جت    | 6       | 2007  | 2012 | نقلت إلى خطوط كومباس الجوية           |
| إمبراير اي-جت    | 15      | 2008  | 2018 |                                       |

### أسطول الشحن
أطلقت شركة شحن فيرجن أستراليا في يوليو 2015 بعد انتهاء عقد نقل البضائع مع شركة تول. وقعت شركة الطيران عقد نقل مدته خمس سنوات مع تي إن تي إكسبريس في عام 2016 وبدأت عمليات طائرات الشحن في 4 يوليو من نفس العام.
| الطائرة                   | في الخدمة | مطلوبة | ملاحظات                     |
| ------------------------- | --------- | ------ | --------------------------- |
| بوينغ 737 كلاسيك          | 1         | —      | مستأجرة من إير ورك          |
| بريتش ايروسبيس 146 كيو سي | 1         | —      | مستأجرة من بايونير أستراليا |
| بريتش ايروسبيس 146 كيو تي | 2         | —      | مستأجرة من بايونير أستراليا |
| المجموع                   | 4         | —      |                             |